# Port lotniczy Albacete
Port lotniczy Albacete (hiszp. Aeropuerto de Albacete, kod IATA: ABC, kod ICAO: LEAB) – lotnisko położone 4 km na południe od hiszpańskiego miasta Albacete zarządzane przez Aena. Port lotniczy jako lotnisko cywilne rozpoczął działalność w 2003 r.

## Linie lotnicze i połączenia
Brak regularnych połączeń z lotniska Albacete. Lotnisko jest obsługiwane tylko przez szereg usług czarterowych od przewoźników, takich jak m.in. Privilege Style.